# Varicorhinus altipinnis
Varicorhinus altipinnis är en fiskart som beskrevs av John Banister och Poll, 1973. Varicorhinus altipinnis ingår i släktet Varicorhinus och familjen karpfiskar. IUCN kategoriserar arten globalt som livskraftig. Inga underarter finns listade i Catalogue of Life.